# Taiwan Open 2018
Тайбей 2018 — жіночий тенісний турнір, що пройшов на закритих кортах з твердим покриттям. Відбувсь утретє. Належав до серії International в рамках Туру WTA 2018.

## Очки і призові

### Нарахування очок
| Дисципліна1      | П   | Ф   | ПФ  | ЧФ | 1/8 | 1/16 | Q   | Q2  | Q1  |
| Одиночний розряд | 280 | 180 | 110 | 60 | 30  | 1    | 18  | 12  | 1   |
| Парний розряд    | 280 | 180 | 110 | 60 | 1   | Н/Д  | Н/Д | Н/Д | Н/Д |

### Призові гроші
| Дисципліна              | П       | Ф       | ПФ      | ЧФ     | 1/8    | 1/162  | Q2     | Q1   |
| Одиночний розряд, жінки | $43,000 | $21,400 | $11,500 | $6,175 | $3,400 | $2,100 | $1,020 | $600 |
| Парний розряд, жінки *  | $12,300 | $6,400  | $3,435  | $1,820 | $960   | Н/Д    | Н/Д    | Н/Д  |

1 кваліфаєри також отримують призові гроші 1/16 фіналу

* на пару

## Учасниці основної сітки в одиночному розряді

### Сіяні учасниці
| Країна    | Гравчиня        | Рейтинг1 | Сіяна |
| --------- | --------------- | -------- | ----- |
| КНР       | Пен Шуай        | 27       | 1     |
| КНР       | Ч Шуай          | 34       | 2     |
| Австралія | Саманта Стосур  | 41       | 3     |
| Угорщина  | Тімеа Бабош     | 51       | 4     |
| Казахстан | Юлія Путінцева  | 54       | 5     |
| Казахстан | Заріна Діяс     | 60       | 6     |
| Польща    | Магда Лінетт    | 74       | 7     |
| Франція   | Полін Пармантьє | 82       | 8     |

- 1 Рейтинг подано станом на 15 січня 2018.

### Інші учасниці
Нижче наведено учасниць, які отримали вайлдкард на участь в основній сітці:
- Ежені Бушар
- Чжан Кайчжень
- Lee Ya-hsuan

Такі учасниці отримали право на участь завдяки захищеному рейтингові:
- Сабіне Лісіцкі
- Ван Яфань

Нижче наведено гравчинь, які пробились в основну сітку через стадію кваліфікації:
- Анна Блінкова
- Лізетт Кабрера
- Хань Сіньюнь
- Даліла Якупович
- Намігата Дзюнрі
- Чжан Юсюань

Як щасливий лузер в основну сітку потрапили такі гравчині:
- Лу Цзінцзін

### Знялись з турніру
До початку турніру
- Белінда Бенчич → її замінила  Курумі Нара
- Маргарита Гаспарян → її замінила  Ван Яфань
- Дарія Гаврилова → її замінила  Чжу Лінь
- Еліна Світоліна → її замінила  Лу Цзінцзін
- Леся Цуренко → її замінила  Ана Богдан
- Алісон ван Ейтванк → її замінила  Одзакі Ріса

### Завершили кар'єру
- Унс Джабір
- Чжу Лінь

## Учасниці основної сітки в парному розряді

### Сіяні пари
| Країна    | Гравчиня        | Країна            | Гравчиня       | Рейтинг1 | Сіяна |
| --------- | --------------- | ----------------- | -------------- | -------- | ----- |
| Угорщина  | Тімеа Бабош     | Китайський Тайбей | Чжань Хаоцін   | 24       | 1     |
| Японія    | Мію Като        | Японія            | Ніномія Макото | 79       | 2     |
| Україна   | Людмила Кіченок | Україна           | Надія Кіченок  | 96       | 3     |
| Австралія | Монік Адамчак   | Австралія         | Сторм Сендерз  | 121      | 4     |

- 1 Рейтинг подано станом на 15 січня 2018.

### Інші учасниці
Нижче наведено пари, які отримали вайлдкард на участь в основній сітці:
- Чжань Цзіньвей /  Liang En-shuo
- Hsu Ching-wen /  Lee Ya-hsuan

## Переможниці та фіналістки

### Одиночний розряд
- Тімеа Бабош —  Катерина Козлова, 7–5, 6–1

### Парний розряд
- Дуань Інін /  Ван Яфань —  Нао Хібіно /  Оксана Калашникова, 7–6(7–4), 7–6(7–5)